# Бадешти (Барла)
Бадешти (рум. Bădești) насеље је у Румунији у округу Арђеш у општини Барла. Oпштина се налази на надморској висини од 138 m.

## Становништво
Према подацима из 2002. године у насељу је живело 412 становника, од којих су сви румунске националности.